# Helellum
Der Vicus Ehl, lateinisch Helellum (auch Elellum, Alaia oder eventuell auch Helvetum), war ein römischer Vicus zwischen Straßburg (Argentorate) und Biesheim (Argentovaria) im heutigen Benfelder Ortsteil Ehl. Die ältesten Funde deuten auf eine Gründung in der Zeit des Augustus/Tiberius hin.

## Name

### Ehl

Helellum in der Tabula Peutingeriana

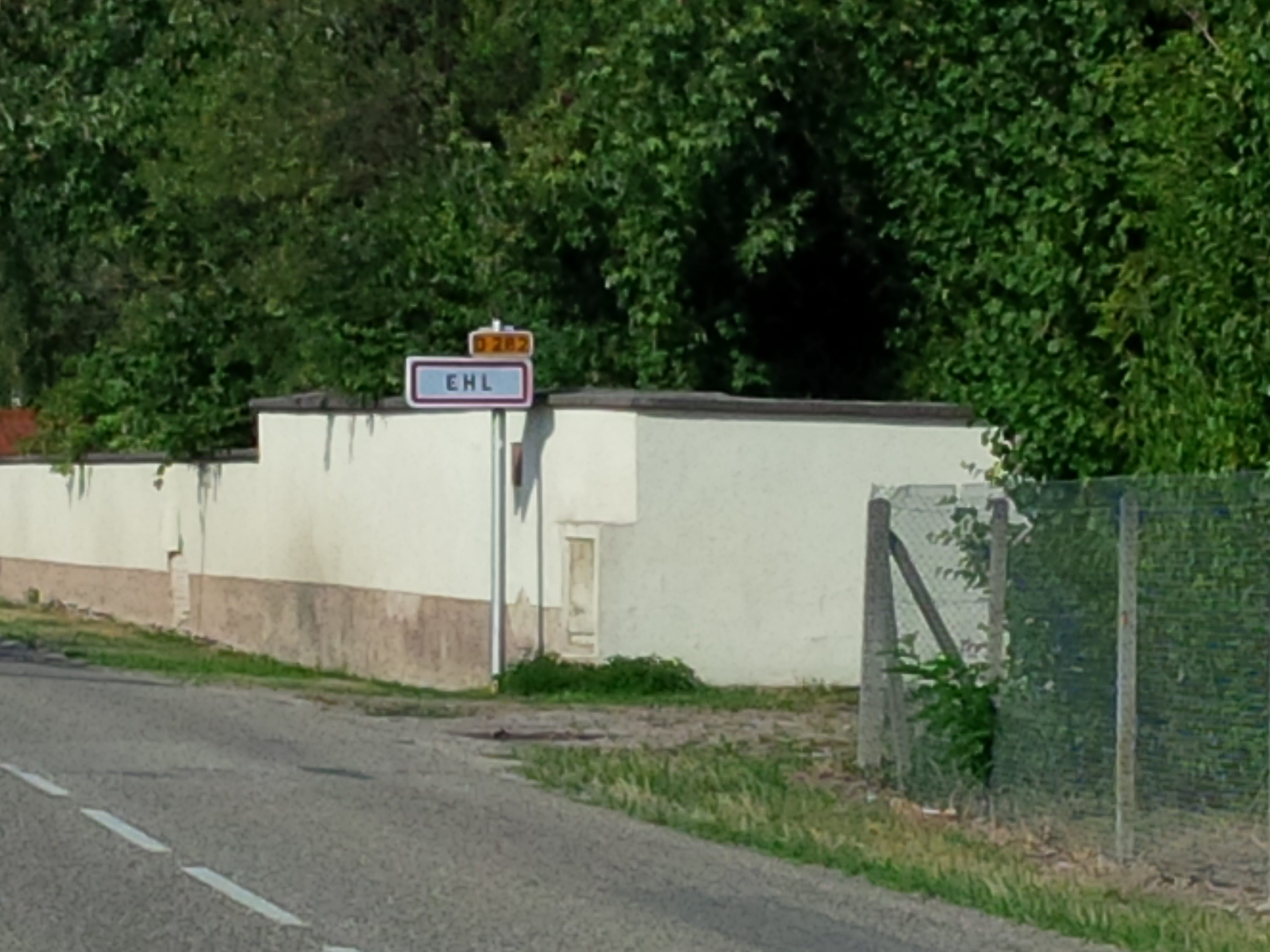
Heutiger Weiler Ehl

Die erste sichere Erwähnung des Weilers Ehl erfolgte im 10. Jahrhundert als Elegia (= Eleja). Es folgten Schreibungen wie Alege (= Aleja), Eleya oder Eley. Dies korrespondiert mit der Schreibung des Geographen von Ravenna (Alaia). Diskutiert wird ein Zusammenhang mit dem Flussnamen Ill, welcher 778 erstmals als Illa urkundlich genannt wird. Er leitet sich von der keltischen Namensform *Elia ab. Der Namensforscher Albrecht Greule hält eine Verkleinerungsform *Elella für den Seitenarm der Ill (*Elia), an welcher Elellum lag, als Namensgrundlage für möglich (vgl. *Mosella für Mosel gegenüber *Mosa für Maas).

### Helvetum/Helellum
Der Name Helellum taucht in der Tabula Peutingeriana (3./5. Jahrhundert) sowie als Alaia in der Cosmographia des Geographen von Ravenna (3/5/8. Jahrhundert) auf. Umstritten ist, ob die Orte [H]Elkēbos in der Geographike Hyphegesis des Claudius Ptolemäus (1./.2. Jahrhundert) und Helvetum/Elbeium/HeluXXum  im Itinerarium Antonini (3./4. Jahrhundert) mit Elellum identisch sind.
Claudius Ptolemäus gibt als Längengrad der linksrheinischen Orte an der Rheintalstraße 27°50' an. Jedoch liegt [H]Elkēbos für ihn auf dem Längengrad 28°00' und damit auf der Höhe von Kaiseraugst. Dies könnte auf einen rechtsrheinischen Ort hinweisen. Der Sprachwissenschaftler Hugo Steger sieht hierin das römische Riegel am Kaiserstuhl. Er argumentiert hier zudem, dass Riegel im 1./2. Jahrhundert auch aufgrund militärischer Präsenz deutlich bedeutsamer als der Vicus Ehl gewesen wäre, um ihn im Werk von Ptolemäus zu erwähnen.
Gemäß der Tabula Peutingeriana ist Elellum 26,7 km (12 Leugen) von Argentorate entfernt. Nach dem Itinerarium Antonini messen zwei Wege von Breisach kommend etwa 45 km (29 bzw. 30 Meilen) nach Argentorate. Ein Weg kommend von Argentovaria misst wie in der Tabula Peutingeriana ebenfalls 12 Leugen. Steger geht im letzteren Fall von einer Verschreibung aus. Seiner Meinung nach handelt es sich bei Helellum und Helvetum um zwei verschiedene Orte mit deutlich unterschiedlicher Entfernung nach Argentorate. Die Entfernung Straßburg-Riegel beträgt ungefähr 47 km Luftlinie und wäre damit unter Berücksichtigung einer Fehlertoleranz akzeptabel. Die Strecke von Breisach nach Helvetum wird einmal mit 42 km und einmal mit etwa 35 km angegeben. Damit dies zu Riegel passen würde, geht Steger von zwei Umwegen z. B. über Wolfenweiler aus.
Weiter argumentiert Steger, dass die Helvetum-Varianten sprachgesetzlich nur schwer mit dem Ortsnamen Ehl in Verbindung gebracht werden kann. Dagegen wäre es möglich, dass sich der Flussname Elz, welcher durch Riegel fließt, von Helvetum ableitet ([H]Elvetum > *[H]Eltu >'[H]Elzu >*Elzu + aha). Dieser ist als Helzaha 763 erstmals belegt. Demnach wäre der Ortsname auf den Fluss übergegangen.

## Geographie
Der Vicus lag am rechten Ufer der Ill an der Kreuzung des Flusses mit der Römischen Rheintalstraße, im hiesigen Abschnitt auch Heidensträssel genannt. Diese Straße bildete die Hauptverkehrsstraße. Zwei Abzweigungen führten nach Westen über die Vogesen: Die eine verlief nach Bourgheim und die andere zog unter anderem nach Ittenweiler, wo sich eine Terra-Sigillata-Werkstatt befand. Das Dorf hatte ungefähr eine Länge von 1000 m und eine Breite von etwa 70 m. Die Überwachung des Straßenverkehrs fand mittels einer Benefiziarierstation statt, für die eine kleine Garnison der VIII. Legion zuständig war.
Verwaltungstechnisch gehörte Helellum zur Civitas Tribocorum in der Provinz Germania Superior.

## Forschungsgeschichte
Schon früh wurden zahlreiche Funde in Ehl gemacht, wobei viele mittlerweile verloren gingen oder zerstört wurden. Im 16. Jahrhundert erwähnte Beatus Rhenanus im dritten Buch seiner Res Germanicae (S. 170) zahlreiche Skulpturen und Inschriften, die in den Mauern des Klosters Sankt Matern eingebaut wurden. Ein Viergotteraltar ist heute im Archäologischen Museum in Straßburg ausgestellt. Die erste Ausgrabung führte Napoléon Nicklés zwischen 1860 und 1864 durch. Leider wurden hierbei keine ausreichenden Ausgrabungsaufzeichnungen oder -berichte angefertigt. Die meisten Fundstücke hieraus kamen jedoch in das Museum von Mülhausen. 1960 wurde am Südostrand von Ehl eine Nekropole entdeckt, die man ins 3. bis 5. Jahrhundert datiert. Das Amt für Altertumsforschung leitete 1961 eine Ausgrabung, bei welcher Brand- und Körpergräber nachgewiesen werden konnten. Weitere Ausgrabungen fanden in dem Zeitraum 1961 bis 1989 statt.

## Archäologische Funde
Bauwerke aus der Zeit des Augustus/Tiberius lassen sich archäologisch anhand von Gruben (6–8 m lang und 0,8–0,6 m breit und 20–30 cm tief) feststellen und deuten auf Fachwerkhütten hin. In der Regierungszeit des Claudius werden diese Hüttengrundrisse quadratischer. Gegen Ende des 1. Jahrhunderts treten Wohnstätten mit Sandsteinblöcken auf. Diese haben eine Größe von 4–5 m Breite und 6–7 m Länge, von denen jeweils drei oder vier zusammen gruppiert waren. Sie waren teilweise unterkellert und besaßen zwei beziehungsweise drei Nebengebäude, die sich rechtwinkelig zum Hauptbau anordneten und so einen Innenhof erzeugten. Brände lassen sich für die Jahre 21, 40, 70, 97, um 120, um 175, um 195 und 235 belegen. Zudem kam es zwischen den Jahren 97 bis 160 vermehrt zu Überschwemmungen aufgrund des langsam ansteigenden Rheins.
Des Weiteren fand sich ein Bauwerk mit einer Breite von 11,50 m und einer Länge von 13,75 m und einer einen Meter dicken Steinmauer. Dieses wurde Ende des 2. Jh. zerstört und durch Wohnstätten ersetzt. Ein anderes öffentliches Gebäude besaß eine Größe von 25 × 14 m und wies fünf Räumlichkeiten auf. Die Mauerdicke betrug 50 cm. Die Funktion beider Gebäude ist nicht bekannt.
Es wurden zwei Nekropolen ausfindig gemacht, von denen sich die ältere östlich des Vicus befand. Der zweite Friedhof befand sich südlich der Siedlung und westlich der Heidensträssel. Das Ritual der Einäscherung blieb etwa bis zum Ende des dritten Jahrhunderts bestehen und wurde daraufhin durch den Prozess der Körperbestattung ersetzt. Anhand zweier Grabinschriften sind die Namen von vier Bewohnern bekannt: DIVIXTA MACIONIS, CAMELUS LUSSANUANUS (gestorben im Alter von 70 Jahren), BELLO CAMELI (40 Jahre) und LIADO (29 Jahre).